# 스크렉켄스테이니아과
스크렉켄스테이니아과(Schreckensteiniidae)는 나비목에 속하는 곤충과의 하나이다. 스크렉켄스테이니아상과(Schreckensteinioidea)의 유일한 과이다. 난이문류의 다른 과들과의 관계는 아직 확실치 않다.
이 종들 중의 하나인 스크렉켄스테이니아 페스탈리엘라(Schreckensteinia festaliella)는 유럽 전역에 널리 분포하며 흔하고, 생물학적 해충 방제를 위해 하와이에 도입된 바 있는 반면에, 코르소카시스속(Corsocasis)의 3종은 동남아시아에서 발견된다(Dugdale et al., 1999).

## 하위 속
- 스크렉켄스테이니아속 (Schreckensteinia) Hübner, [1825]
  - Schreckensteinia festaliella (Hübner, [1819])
  - Schreckensteinia erythriella (Clemens, 1860)
  - Schreckensteinia felicella (Walsingham, 1880)
- 코르소카시스속 (Corsocasis)